# Hans Nitzschke
Hans Nitzschke (* 1. Mai 1903 in Hannover; † 26. August 1944 gefallen bei Paris) war ein deutscher Maler und Architekt.

## Leben

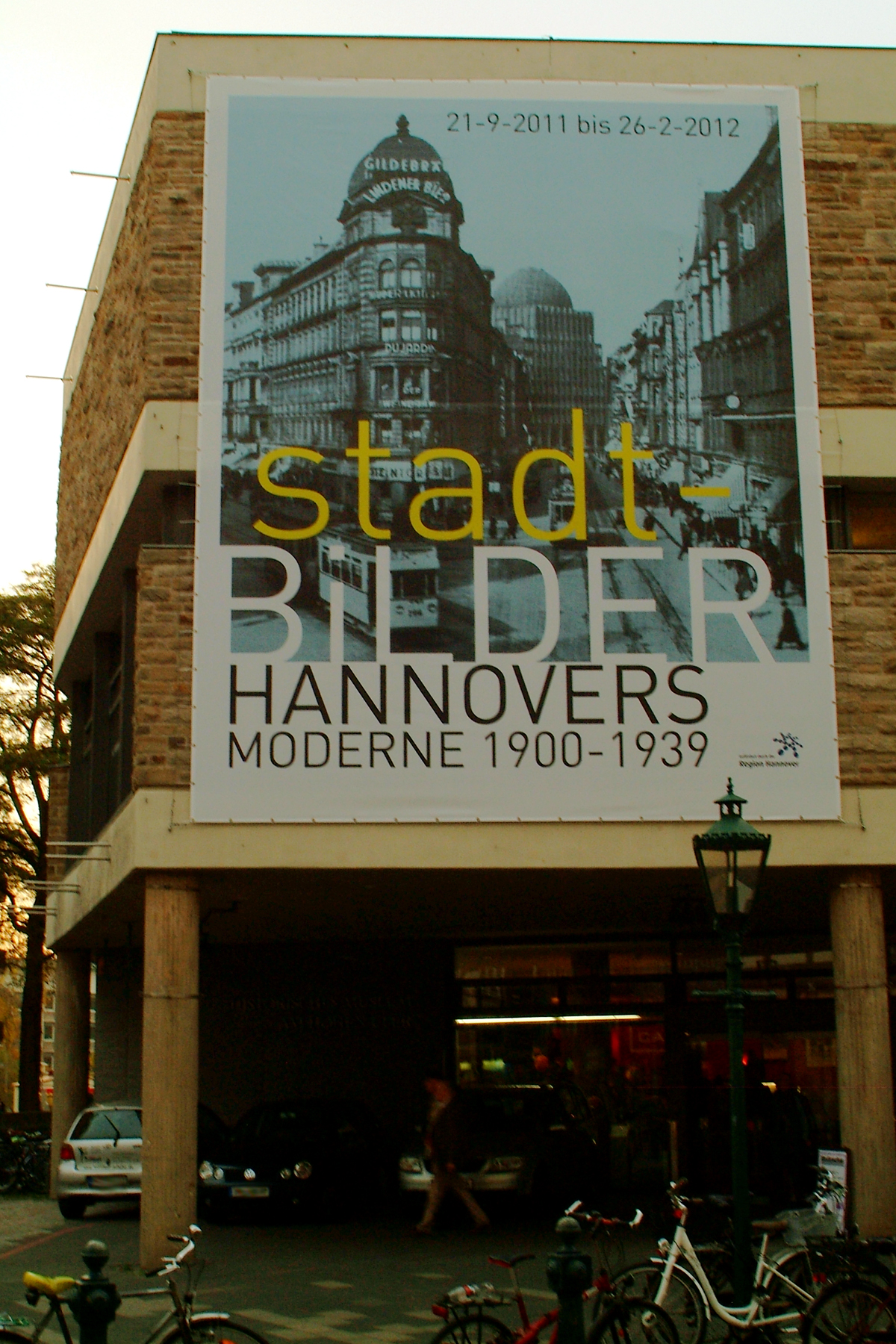
„stadt-Bilder; Hannovers Moderne 1900 bis 1939“ mit Abbildung der Steintorhalle
zur Ausstellung des Historischen Museums

Hans Nitzschke war ein Schüler der Kunstgewerbe- und Handwerkerschule Hannover. In den Jahren 1922 und 1923 war er als Architekt im Atelier von Michael Rachlis in Berlin tätig.
1924 kehrte Nitzschke nach Hannover zurück und arbeitete seitdem als Maler und Architekt. Gemeinsam mit Friedrich Vordemberge-Gildewart gründete Nitzschke in Hannover die Gruppe „K“ und beteiligte sich mit dieser an einer Ausstellung in der Kestner-Gesellschaft.
Nachdem Alexander Dorner gemeinsam mit dem russischen Konstruktivisten El Lissitzky 1927 im Provinzial-Museum Hannover das „Kabinett der Abstrakten“ eingerichtet hatte wurde Nitzschke im selben Jahr Mitbegründer der Künstlervereinigung die abstrakten hannover, gemeinsam mit Kurt Schwitters (dem Initiator), Rudolf Jahns, Friedel Vordemberge-Gildewart und Carl Buchheister. Auch César Domela bekannte sich zu der Gruppe und stellte die Verbindung zu der international bereits bekannten niederländischen De-Stijl-Gruppe her. Die „abstrakten hannover“ waren wiederum eine Ortsgruppe der bereits seit 1919 in den Räumen des Berliner „Sturm“ existenten „Internationalen Vereinigung der Expressionisten, Kubisten und Konstruktivisten e. V.“
Auch der spätere Stadtplaner Rudolf Hillebrecht wollte „modern“ arbeiten – und wurde nach seinem Studium zunächst sechs Wochen lang Angestellter bei Nitzschke (vom 1. Juli bis 15. August 1933), um dann lückenlos zu Adolf Falke zu wechseln.
Hans Nitzschke fiel im Zweiten Weltkrieg 1944 bei Paris.
1998 wurde der Nitzschkeweg in Kirchrode nach ihm benannt.

## Werk (unvollständig)
Hans Nitzschke entwarf Stahlrohrstühle, baute aber auch Ateliers und richtete – als Innenarchitekt – Läden ein.
- 1924: Einrichtung der Geschäftsräume des Schuhherstellers Salamander an der Friedrichstraße in Berlin[8]
- 1929: Bauten für die Deutsche Gasolin AG in Hannover und Essen[8]
- 1929: Wettbewerbsentwurf für eine Fabrikanlage mit Verwaltungsgebäude der H. Fuld & Co. Telephon- und Telegraphenwerke AG in Frankfurt am Main[8]
- 1930: Gaststätte Steintorhalle in Hannover, an der Ecke Georgstraße / Nordmannstraße (gemeinsam mit Hans List; kriegszerstört)[8][1]
- 1930–1931: Innenausbauten von Büros in verschiedenen Verwaltungsgebäuden der Günther Wagner AG[1] sowie in Privaträumen[8]
- 1930–1931: Brikettberatungsstelle in Hannover (gemeinsam mit Hans List)[8][9]